# 熱帶風暴翠絲 (2022年)
熱帶風暴翠絲（英語：Tropical Storm Trases，國際編號：2206，聯合颱風警報中心：WP072022，菲律賓大氣地球物理和天文管理局：Ester）是2022年太平洋颱風季第6個被命名的風暴。「翠絲」一名由柬埔寨提供，指啄木鳥。此名字第一次使用，取代因香港天文台自1992年設立暴雨警告系統以來，首次需要在10月發出黑色暴雨警告信號和菲律賓造成嚴重傷亡和重大損失除名的莎莉嘉。

## 發展過程
7月29日，一個熱帶擾動在琉球群島東南方海域生成，美國海軍研究實驗室給予擾動編號95W。上午8時，日本氣象廳將其升格為熱帶低氣壓。
7月30日上午8時，日本氣象廳對其發布烈風警報。
7月31日上午11時，香港天文台將其升格為熱帶低氣壓。下午2時，聯合颱風警報中心將其評級提升為「中」；日本氣象廳將其升格為熱帶風暴，給予其國際編號2206，並命名「翠絲」；台灣中央氣象局直接將其從低壓區升格為輕度颱風；澳門地球物理暨氣象局將其升格為熱帶低氣壓。晚上8時，澳門地球物理暨氣象局將其升格為熱帶風暴。晚上11時，香港天文台將其升格為熱帶風暴。
8月1日凌晨12時30分，聯合颱風警報中心將其評級提升為「高」，並對其發布熱帶氣旋形成警報。上午8時，聯合颱風警報中心將其升格為熱帶性低氣壓，給予熱帶氣旋編號07W。下午4時，聯合颱風警報中心對其發出最後警告。晚上8時，日本氣象廳將其降格為熱帶低氣壓。
8月2日下午2時，日本氣象廳認為其已消散。

## 影響

### 中國大陸
中央氣象台發布之最高颱風預警信號： 颱風藍色預警信號

## 熱帶氣旋警告使用紀錄

### 中國大陸
| 国家气象中心 颱風預警信號 | 国家气象中心 颱風預警信號 | 国家气象中心 颱風預警信號 |
| ------------------------- | ------------------------- | ------------------------- |
| 上一熱帶氣旋              | 颱風藍色預警信號          | 下一熱帶氣旋              |
| 颱風暹芭                  | 颱風藍色預警信號          | 熱帶風暴木蘭              |

## 外部連結
| 太平洋颱風季             |
| 主題頁 - 專題 - 編輯指南 |

- （日語）日本氣象廳首頁 （页面存档备份，存于）
- （英文）聯合颱風警報中心首頁 （页面存档备份，存于）
- （简体中文）中國國家氣象中心首頁 （页面存档备份，存于）
- （繁體中文）臺灣中央氣象局首頁 （页面存档备份，存于）
- （繁體中文）香港天文台首頁 （页面存档备份，存于）
- （繁體中文）澳門地球物理暨氣象局首頁 （页面存档备份，存于）
- （英文）菲律賓大氣地球物理和天文管理局 惡劣天氣公告 （页面存档备份，存于）
- （泰文）泰國氣象局首頁 （页面存档备份，存于）